# Honzrath
Honzrath ist ein Ortsteil der Gemeinde Beckingen im Landkreis Merzig-Wadern (Saarland). Bis Ende 1973 war Honzrath eine eigenständige Gemeinde.

## Geographie
Honzrath liegt etwa 30 km nordwestlich von Saarbrücken.

## Geschichte
Der Ort wurde in einer Urkunde vom 17. April 1306 zum ersten Mal als Hunsart erwähnt. Es heißt in den Dokumenten: Peter am Ufer von Hunsart (Honzrath) erklärt, daß er das Allod in Haustadt, der Küsterei Mettlach gehörig, von dem Mönch und Küster Rainer von Mettlach mit Zustimmung des Abtes Arnold für 7 Solodi und 2 Kapaunen jährlich gepachtet hat."
Honzrath feierte vom 12. bis zum 14. August 2006 sein 700-jähriges Bestehen. Die Gründung des Ortes fiel in die Zeit der fränkischen Besiedlung, worauf der Name in seiner Deutung als „Rodung des Huno“ hinweist. Doch ist eine Besiedlung der Region bereits viel früher nachgewiesen. Es wurden Mauerreste einer römischen Villa in der Gewann Böckerchen gefunden und eindeutig als aus römischer Zeit (1. bis 2. Jahrhundert nach Chr.) stammend identifiziert.
1440 erfolgte die erste urkundliche Erwähnung des Wilscheider Hofes. Dreißig Jahre lang dauerte die Zeit der von 1603 bis 1633 anhaltenden Hexenprozesse. zwölf Männer und Frauen wurden der Hexerei angeklagt, es gab mindestens sechs Hinrichtungen. Anzunehmen ist, dass Honzrath im Dreißigjährigen Krieg viel gelitten hatte. Erst 1663 gab es laut Zählungen wieder zwei Feuerstellen. Ab 1670 wechselte der Besitzanspruch und die Hoheit über Honzrath lothringischer und französischer Herrschaft.
1816 wurde der Ort eine zur Bürgermeisterei Haustadt gehörende Landgemeinde im preußischen Regierungsbezirk Trier. 1845 erhielt Honzrath eine eigene Volksschule, die als Grundschule bis 2005 erhalten blieb.
Im Zuge der saarländischen Gebiets- und Verwaltungsreform verlor Honzrath am 1. Januar 1974 seine kommunale Selbständigkeit und wurde ein Gemeindebezirk der Gemeinde Beckingen.
1985 erfolgte der Abschluss einer Kommunalpartnerschaft mit der französischen Gemeinde La Grande-Paroisse im Département Seine-et-Marne; Maire Michel Théry, Bürgermeister Franz Kien und Ortsvorsteher Werner Reinert unterzeichneten die Partnerschaftsurkunden. In der Trägerschaft eines Comité de Jumelage de La Grande-Paroisse und des Partnerschaftsvereins Honzrath finden jährlich wechselnde Begegnungen zwischen Familien beider Orte statt.

### Auszeichnungen
Honzrath wurde 1979 und 1981 mit der Bronzemedaille im saarländischen Landeswettbewerb „Unser Dorf soll schöner werden“ ausgezeichnet. Dabei wurden sowohl die landschaftlichen und kulturellen Attraktionen, wie die berühmten Felsenkeller – es waren einmal rund 140 –, die als Lagerräume für landwirtschaftliche Erzeugnisse dienten – als auch der Verschönerungsfleiß seiner Bewohner berücksichtigt.

## Lage und touristische Einrichtungen
Honzrath ist in die Landschaft des „Haustadter Tales“ eingebettet. Der Besucher findet dort Sport- und Freizeitanlagen, wie das Spiel-, Sport- und Freizeitzentrum mit einem Bouleplatz, Turnierplatz, Fußballplatz, Tennisplätzen und Tennishalle, Squash- und Fitnesscenter, Minigolfanlage, Kinderspielplatz und einem Angelweiher, an dem ein vom Naturschutzverein angelegter Baumbegegnungspfad entlangführt.
Der Wasserspeicher der ehemaligen zentralen Trinkwasserversorgung wird seit 1972 für eine in die Natur eingebundene Kneippanlage mit Armbad und Wassertretanlage genutzt und auf dem Bergvorsprung der Kapp wurde 1978 eine Freizeithütte errichtet, die von Wanderern und Gruppen für gesellige Veranstaltungen gern genutzt wird. Zahlreiche Wanderwege erschließen die waldreiche Hügellandschaft. So gibt es einen Wanderweg vom Sportzentrum durch das Vogelschutzgebiet Damheck über den Homerich (8,5 km), einen Panoramahöhenweg vom zentralen Kathreinenplatz im alten Dorf über den Merchinger Berg und durch das wegen seiner rund 30 Erdorchideenarten bekannte Naturschutzgebiet Wolferskopf (8 km) und den vom Heimatverein angelegten Steinbrecherweg (4 km), der einige der neun ehemals betriebenen Sandsteinbrüche erschließt.

## Sehenswürdigkeiten

### Brunnen der „Seherin Buchela“
Berühmteste Honzratherin war die vormals in Bonn berühmte Seherin Buchela (1899–1986). Zahlreiche Persönlichkeiten aus Politik und Zeitgeschichte haben sie besucht, um sich von ihr etwas über ihre persönliche Zukunft sagen zu lassen. Die „Seherin“ wurde am 12. Oktober 1899 als Tochter von Landfahrern in Honzrath geboren. Der Buchela-Brunnen am Fuß des Berges Kutschert hält die Erinnerung an sie wach.

### Die Honzrather Felsenkeller
Wer zum Kathreinenplatz im Ortszentrum kommt, dem fallen sie gleich ins Auge – die „Honzer Felskeller“. Vor etwa 150–200 Jahren und von Hand in den Buntsandstein getrieben dienten sie als Lagerraum für Feldfrüchte, als Unterstand für das Vieh und in den letzten Tagen des Zweiten Weltkrieges als Luftschutzkeller. Noch etwa 100 Keller sind erhalten, wenn auch teilweise in einem schlechten Zustand. Dank der Initiative von Honzrather Bürgern und des Heimatvereins konnten in den letzten Jahren jedoch etliche Keller renoviert und in ihren historischen Zustand zurückversetzt werden.

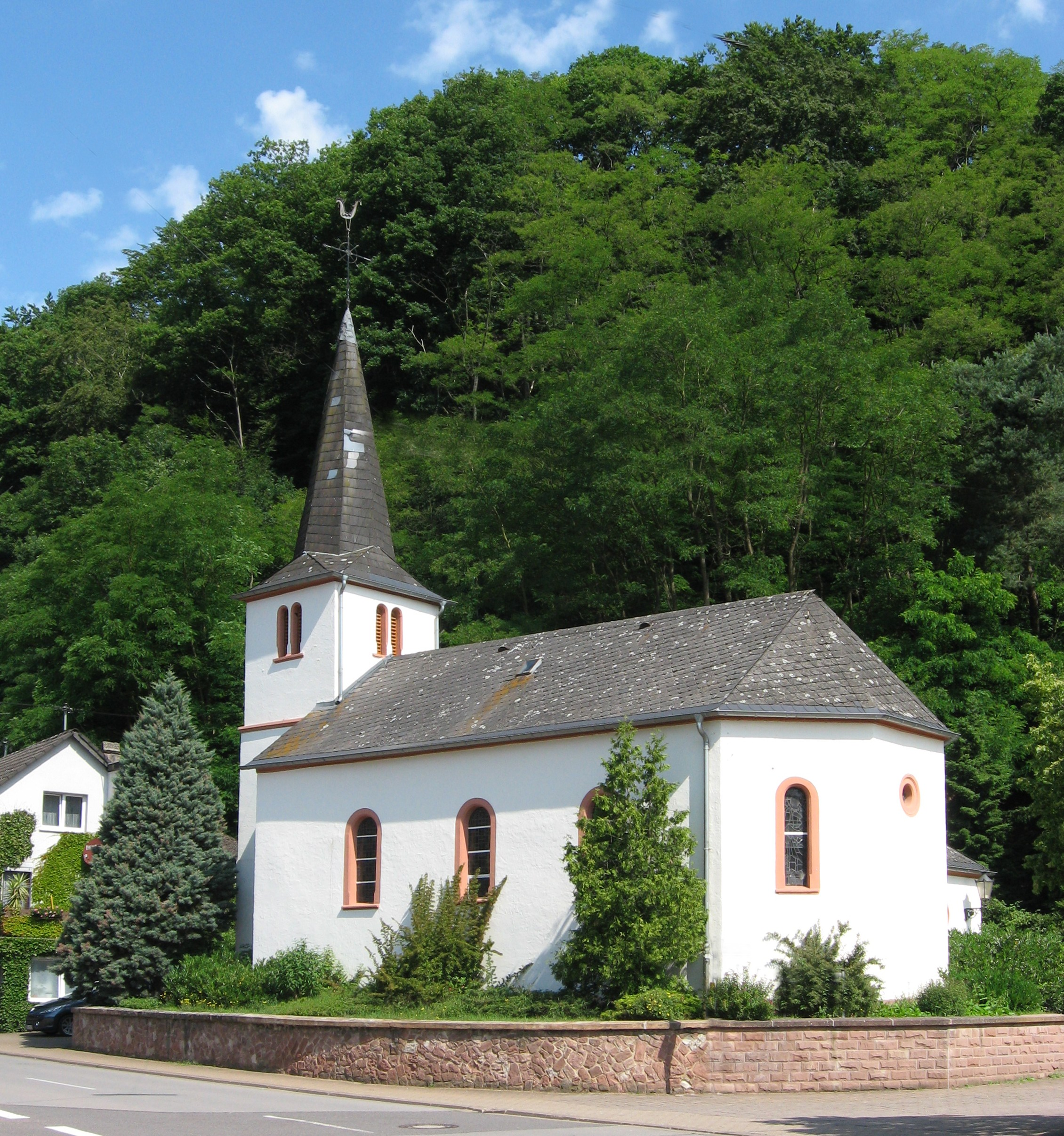
Kapelle

### Kapelle der hl. Katharina
Im Zentrum des Dorfes befindet sich vor den historischen Felsenkellern am Rande des „Kathreinenplatzes“ die Kapelle der heiligen Katharina. Sie wurde 1569 erstmals urkundlich erwähnt und ist der hl. Katharina von Alexandrien geweiht.

## Bildung und Kultur
Der Heimatverein bemüht sich nicht nur um die Erforschung der Ortsgeschichte, sondern auch darum, die urtümliche Sprache der Honzrather, das zum Moselfränkischen gehörende Honzer Platt, zu erhalten. Es ist wie die meisten örtlichen Dialekte vom Aussterben bedroht und hat, wie andere auch, seine Besonderheiten. Für Frimmen (Fremde, alles was nicht aus Honzrath stammt oder zugezogen ist) und auch für viele Einheimische klingt es wie eine Fremdsprache. (Beispiele auf der Diskussionsseite)
Daneben hat sich der Heimatverein die Pflege von Sitten und Bräuchen, die Erhaltung der historischen Felsenkeller und die Erforschung der Ortsgeschichte zur Aufgabe gemacht. Veröffentlichungen, wie z. B. die Honzrather Heimatblätter oder der Band Honzrath anno dazumal – alte Fotos wollen dies alles der Bevölkerung näher bringen.

## Persönlichkeiten
- Johann Osswald (1712–1752), Anwerber deutscher und französischer Siedler zur Kolonisation des Banats im damaligen Ungarn. Von 1748 bis zu seinem Tod 1752 rekrutierte und begleitete Johann Osswald zirka 1.600 Ansiedler in das Banat und in die damals noch junge Volksgruppe der Donauschwaben bzw. Banater Schwaben.
- Buchela (1899–1986), Wahrsagerin